# Mar de Koro

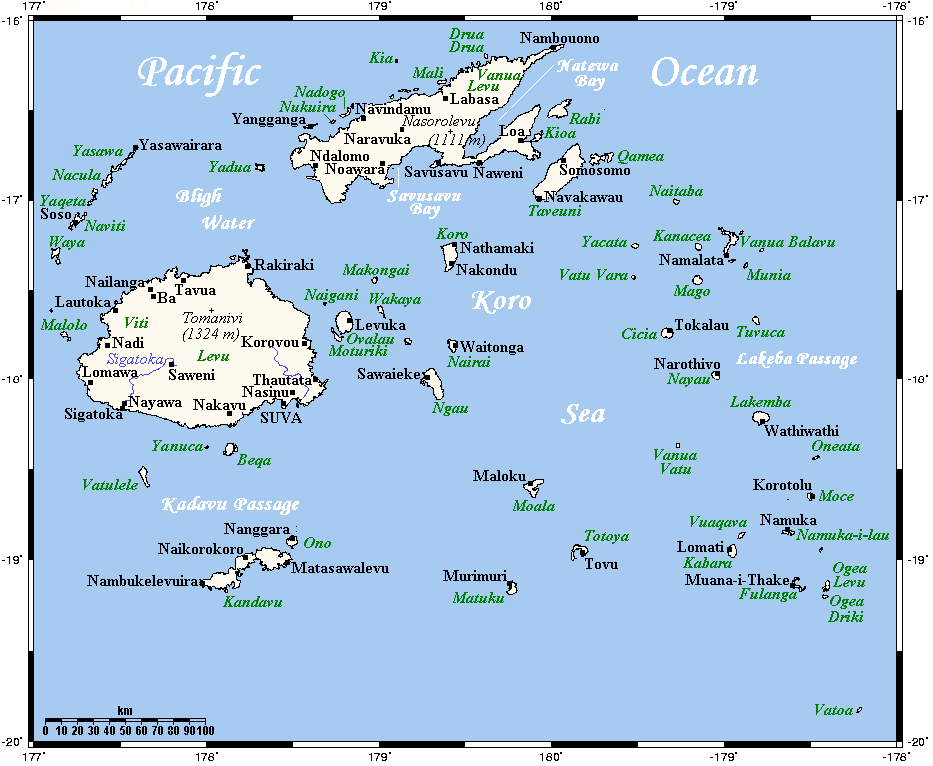
O mapa de Fiji mostrando o Mar de Koro e a Ilha de Koro

O Mar Koro ou Mar de Koro é um mar no Oceano Pacífico situado entre Viti Levu a oeste e as Ilhas Lau a leste, cercado pelas ilhas do arquipélago Fiji.
Recebeu o nome da Ilha Koro.